# Rhionaeschna marchali
Rhionaeschna marchali – gatunek dużej ważki z rodziny żagnicowatych (Aeshnidae). Występuje w Ameryce Południowej (od Boliwii do Wenezueli).
Polski zoolog Feliks Woytkowski obserwował je w Peru nad zbiornikami różnego typu. Preferowały strumienie porośnięte roślinami, ale spotykał je również nad zbiornikami wody stojącej.